# Campionati europei di nuoto in vasca corta 2010 - 100 metri farfalla maschili
Le qualifiche per la semifinale si sono svolte la mattina del 25 novembre 2010, mentre la semifinale ha avuto luogo la sera dello stesso giorno. La finale si è svolta la sera del 26 novembre 2010.

## Medaglie
| Posizione | Atleta          | Paese       |
| --------- | --------------- | ----------- |
| Oro       | Steffen Deibler | Germania    |
| Argento   | Joeri Verlinden | Paesi Bassi |
| Bronzo    | Peter Mankoč    | Slovenia    |

## Record
Prima della manifestazione il record del mondo (RM), il record europeo (EU) e il record dei campionati (RC) erano i seguenti.
| Record mondiale       | 48.48 | Evgeny Korotyshkin Russia | 15 novembre 2009 Berlino, Germania |
| Record europeo        | 48.48 | Evgeny Korotyshkin Russia | 15 novembre 2009 Berlino, Germania |
| Record dei campionati | 48.93 | Evgeny Korotyshkin Russia | 11 dicembre 2009 Istanbul, Turchia |

Durante la competizione non sono stati migliorati record.

## Risultati batterie
| Pos. | Atleta                    | Nazionalità | Tempo       | Batteria    | Corsia      | Note        |
| ---- | ------------------------- | ----------- | ----------- | ----------- | ----------- | ----------- |
| 1    | Jan Sefl                  | Rep. Ceca   | 51.70       | 5           | 6           |             |
| 2    | Joeri Verlinden           | Paesi Bassi | 51.84       | 5           | 5           |             |
| 3    | Benjamin Starke           | Germania    | 52.02       | 5           | 3           |             |
| 4    | Peter Mankoč              | Slovenia    | 52.20       | 5           | 4           |             |
| 5    | Mario Todorovic           | Croazia     | 52.29       | 3           | 5           |             |
| 6    | Martin Spitzer            | Austria     | 52.38       | 5           | 8           |             |
| 7    | Vladislav Seryy           | Russia      | 52.42       | 4           | 2           |             |
| 8    | Mathias Gydesen           | Danimarca   | 52.45       | 1           | 3           |             |
| 9    | Nikolay Skvortsov         | Russia      | 52.47       | 3           | 4           |             |
| 10   | Steffen Deibler           | Germania    | 52.52       | 4           | 4           |             |
| 11   | Glenn Surgeloose          | Belgio      | 52.63       | 4           | 1           |             |
| 12   | Robert Zbogar             | Slovenia    | 52.78       | 3           | 2           |             |
| 13   | Dominik Straga            | Croazia     | 52.81       | 3           | 3           |             |
| 14   | Mehdy Metella             | Francia     | 52.83       | 2           | 4           |             |
| 15   | Duarte Rafael Mourao      | Portogallo  | 52.86       | 3           | 6           |             |
| 15   | Stefano Mauro Pizzamiglio | Italia      | 52.86       | 4           | 6           |             |
| 17   | Duje Draganja             | Croazia     | 52.88       | 4           | 5           |             |
| 18   | Michal Rubacek            | Rep. Ceca   | 53.07       | 4           | 3           |             |
| 19   | Yahor Dodaleu             | Bielorussia | 53.33       | 4           | 8           |             |
| 20   | Peter Hos                 | Ungheria    | 53.34       | 3           | 8           |             |
| 21   | Stefanos Dimitriadis      | Grecia      | 53.41       | 3           | 7           |             |
| 22   | Nicolo Beni               | Italia      | 53.71       | 2           | 2           |             |
| 23   | Bernhard Wolf             | Austria     | 53.83       | 4           | 7           |             |
| 24   | Norbert Trudman           | Slovacchia  | 53.88       | 2           | 6           |             |
| 25   | Flori Lang                | Svizzera    | 54.03       | 2           | 8           |             |
| 26   | Bence Biczó               | Ungheria    | 54.06       | 1           | 4           |             |
| 27   | Bence Pulai               | Ungheria    | 54.08       | 5           | 2           |             |
| 28   | Jordan Coelho             | Francia     | 54.20       | 2           | 3           |             |
| 29   | Alexander Brobe Skeltved  | Norvegia    | 54.22       | 2           | 1           |             |
| 30   | Gilles De Wilde           | Belgio      | 54.23       | 2           | 7           |             |
| 31   | Michal Navara             | Slovacchia  | 54.42       | 3           | 1           |             |
| 32   | Nuno Goncalo Quintanilha  | Portogallo  | 54.45       | 5           | 7           |             |
| 33   | Christophe Lebon          | Francia     | 54.83       | 2           | 5           |             |
| 34   | Paulius Viktoravicius     | Lituania    | 55.19       | 5           | 1           |             |
| 35   | Zsombor Szana             | Ungheria    | 55.53       | 1           | 6           |             |
|      | Andriy Govorov            | Ucraina     | non partito | non partito | non partito | non partito |

## Semifinali
| Pos. | Atleta                    | Nazionalità | Tempo | Batteria | Corsia | Note |
| ---- | ------------------------- | ----------- | ----- | -------- | ------ | ---- |
| 1    | Steffen Deibler           | Germania    | 51.30 | 1        | 2      |      |
| 1    | Joeri Verlinden           | Paesi Bassi | 51.30 | 1        | 4      |      |
| 3    | Benjamin Starke           | Germania    | 51.39 | 2        | 5      |      |
| 4    | Peter Mankoč              | Slovenia    | 51.83 | 1        | 5      |      |
| 5    | Vladislav Seryy           | Russia      | 51.84 | 2        | 6      |      |
| 6    | Mario Todorovic           | Croazia     | 51.87 | 2        | 3      |      |
| 7    | Martin Spitzer            | Austria     | 51.96 | 1        | 3      |      |
| 8    | Nikolay Skvortsov         | Russia      | 52.01 | 2        | 2      |      |
| 9    | Jan Sefl                  | Rep. Ceca   | 52.03 | 2        | 4      |      |
| 10   | Mathias Gydesen           | Danimarca   | 52.15 | 1        | 6      |      |
| 11   | Duarte Rafael Mourao      | Portogallo  | 52.27 | 2        | 8      |      |
| 12   | Dominik Straga            | Croazia     | 52.41 | 2        | 1      |      |
| 13   | Robert Zbogar             | Slovenia    | 52.74 | 1        | 7      |      |
| 14   | Stefano Mauro Pizzamiglio | Italia      | 52.75 | 1        | 8      |      |
| 15   | Glenn Surgeloose          | Belgio      | 52.85 | 2        | 7      |      |
| 16   | Mehdy Metella             | Francia     | 52.96 | 1        | 1      |      |

## Finale
| Pos. | Atleta            | Nazionalità | Tempo | Corsia | Note |
| ---- | ----------------- | ----------- | ----- | ------ | ---- |
|      | Steffen Deibler   | Germania    | 49.95 | 4      |      |
|      | Joeri Verlinden   | Paesi Bassi | 50.52 | 5      |      |
|      | Peter Mankoč      | Slovenia    | 50.92 | 6      |      |
| 4    | Benjamin Starke   | Germania    | 50.93 | 3      |      |
| 5    | Vladislav Seryy   | Russia      | 51.51 | 2      |      |
| 6    | Nikolay Skvortsov | Russia      | 51.63 | 8      |      |
| 7    | Mario Todorovic   | Croazia     | 52.32 | 7      |      |
| 8    | Martin Spitzer    | Austria     | 52.40 | 1      |      |